# شارع مسقط (سنغافورة)

## «شارع مسقط» في سنغافورة
افتتح بتاريخ 8 نوفمبر 2012 رسميا شارع«مسقط» بسنغافورة بمنطقة «كابونغ» ليحيي بذلك ذكرى إنشاءه قبل أكثر
من مائة عام وليصبح معلما سياحيا وثقافياً للزوار والسياح من داخل وخارج
جمهورية سنغافورة.
رعى الافتتاح مسؤولين كبار من كلا البلدين، وجاء في احتفالية تقليدية مميزة.
يُعد شارع مسقط من الشوارع العريقة في سنغافورة، وهو يقع في جزء يعكس الكثير من التراث السنغافوري وعلاقتها بالحضارات الأخرى.
تميزت تصاميم هذا الشارع بالعديد من
اللمسات الجمالية المستوحاة من قلب العاصمة العمانية مسقط، وهي تعكس 
حاضر عمان وازدهارها بالإضافة حضارة عُمان العريقة والمنفتحة على الحضارات الأخرى، خاصة لدول الشرق والمبنية أصلاً على التجارة التي تعود لأكثر من ألف سنة كانت فيها عُمان رائدة التواصل مع الشرق وصولاً بالصين وأعالي البحار.
يمثل هذا الشارع قيمة حضارية
وثقافية ودبلوماسية تعكس تطابق وجهات النظر بين سلطنة عمان
وسنغافورة في الكثير من القضايا التي تصب دائما وتندرج في خدمة
السلام والاستقرار والازدهار بشكل عام.
يشكل وجود هذا المعلم في قلب سنغافورة لمسة إضافية تبرز عمق العلاقة بين عُمان وسنغافورة خاصة وأنه يقع في قلب المنطقة السياحية، 
يُسهم هذا الشارع كذلك في التعريف بالسلطنة وبمقوماتها السياحية لجمهور وزوّار في هذا المعلم السنغافوري.
فهو يتضمن قوسين على مدخله
يجسدان الروابط التاريخية بين السلطنة وجمهورية
سنغافورة بالإضافة إلى ستة عشر لوحة تمثل التاريخ والتراث والحضارة العمانية
والروابط التاريخية والعلاقات الوطيدة الحالية بين البلدين
الصديقين.
احتفالية افتتاح شارع مسقط.